# New Horizons
La New Horizons (en anglès, la traducció al català és 'Nous Horitzons') és una missió espacial no tripulada de l'Agència Espacial Nord-americana (NASA) destinada a explorar el planeta nan Plutó, els seus satèl·lits Caront, Nix i Hidra, i un o dos objectes més del cinturó de Kuiper depenent de quins estiguin en posició per a ser explorats. Com a part del programa New Frontiers, de la que n'és la primera missió, la New Horizons va ser aprovada l'any 2001 després de la cancel·lació de Pluto Fast Flyby i de Pluto Kuiper Express. El perfil de la missió va ser proposat per un equip liderat per l'investigador principal Alan Stern del Southwest Research Institute. La sonda va ser llançada des de Cap Canaveral el 19 de gener de 2006 després d'ajornar-se per mal temps la data original de llançament (11 de gener), mitjançant un coet Atlas V. La New Horizons viatjà primer cap a Júpiter on arribà en tan sols 13 mesos. Al seu pas per Júpiter aprofità l'assistència gravitatòria d'aquest planeta per augmentar la seva velocitat. Va arribar a Plutó el 14 de juliol de 2015, tal com estava previst. L'esdeveniment va tindre lloc a les 13:50 (hora peninsular), moment en què es va situar a 12.500 quilòmetres de la seua superfície. Després de deixar enrere Plutó, la sonda probablement sobrevoli un o dos objectes del cinturó de Kuiper.
Els objectius principals de la missió són la caracterització de la geologia global i morfologia de Plutó i el seu satèl·lit Caront, l'estudi de la composició superficial d'ambdós cossos i la caracterització de la dèbil atmosfera de Plutó. Altres objectius inclouen l'estudi de la variabilitat en el temps de la superfície i atmosfera del planeta, l'obtenció d'imatges de Plutó i Caront en alta resolució, la recerca de satèl·lits i anells addicionals al voltant de Plutó, la recerca d'una possible atmosfera al voltant de Caront i, possiblement, la caracterització d'un o dos objectes del Cinturó de Kuiper.
La sonda utilitza un generador termoelèctric per radioisòtops (RTG) per obtenir l'energia elèctrica requerida per al funcionament dels seus sistemes, uns 200 W. El combustible nuclear per al RTG ha estat aprovat prèviament pel Departament d'Energia dels Estats Units per qüestions de seguretat.
Va ser llançada amb un coet Atlas V, directament en una òrbita de sortida del sistema solar. Just després del llançament tenia una velocitat amb relació a la Terra de 16,21 km/s, el que la convertia ja en la nau més ràpida que s'ha llançat mai. Al mes de juny de 2006, mentre la sonda es trobava travessant el cinturó d'asteroides, es desplaçava a una velocitat de 27 km/s (97.200 km/h).

## Cronologia de la missió

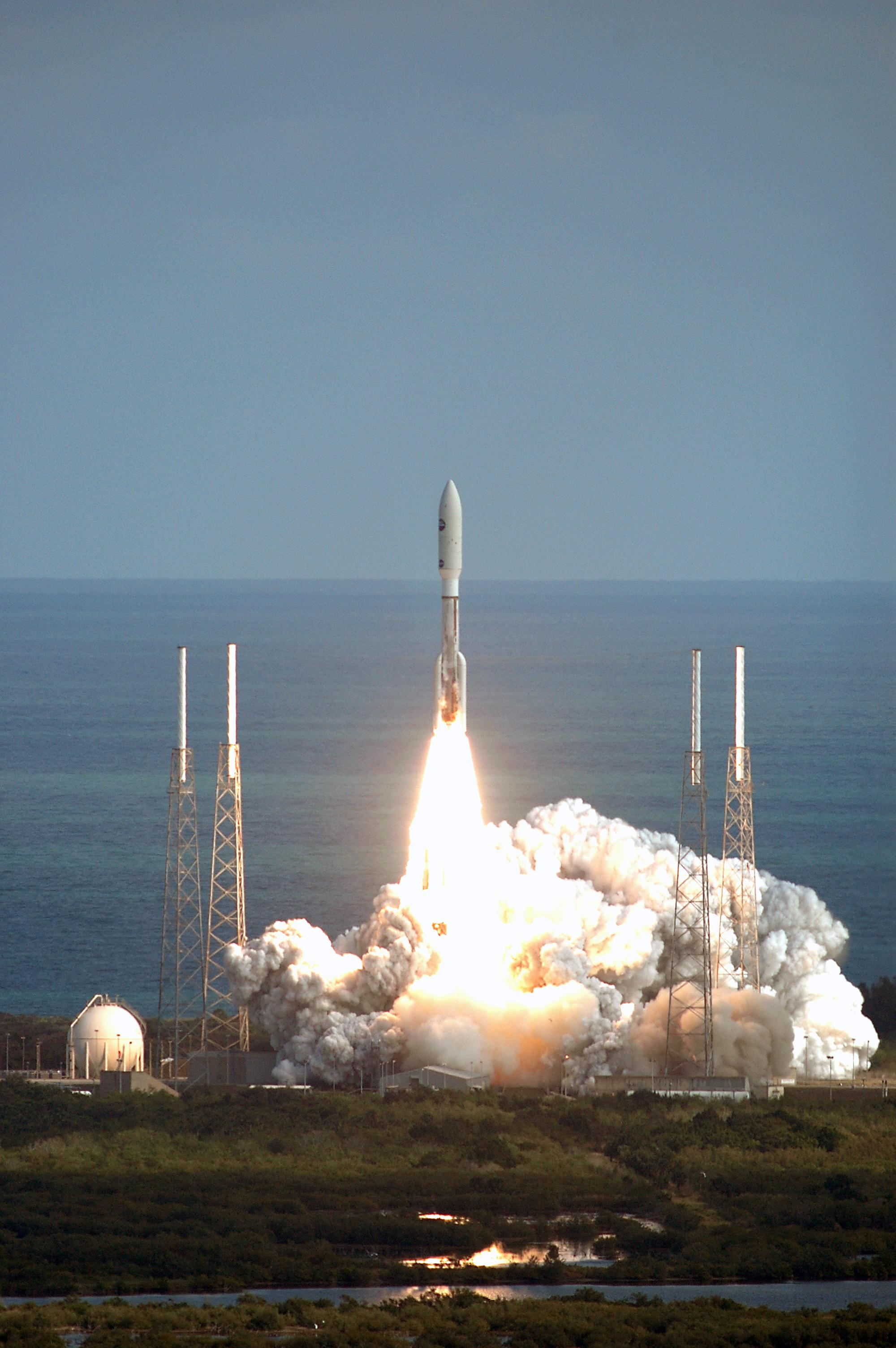
Llançament de l'Atlas V amb la New Horizons

- 11 de gener de 2006: Comencen les tasques de prellançament a Cap Canaveral. Llançament retardat per realitzar més proves.
- 16 de gener de 2006: Muntatge del coet Atlas V en la torre de llançament.
- 17 de gener de 2006: Primer intent de llançament retardat a causa de les condicions atmosfèriques adverses.
- 18 de gener de 2006: Segon intent de llançament retardat per un tall d'electricitat en els laboratoris de Física Aplicada de la Universitat Johns Hopkins.
- 19 de gener de 2006: Llançament reeixit a les 14:00 (hora local, 19:000 UTC) després d'un breu retard a causa de la nuvolositat present.
- 7 d'abril de 2006: La sonda travessa l'òrbita de Mart.
- Juny - agost de 2006: La sonda atravessa el cinturó d'asteroides.
- 13 de juny de 2006: La sonda passa a 102.000 km de l'asteroide 2002 JF56 i en pren imatges de baixa resolució.
- 28 de febrer de 2007: Sobrevol de Júpiter. La major aproximació fou entre el 26 de febrer i el 2 de març a una distància de 2,3 milions de quilòmetres.
- 14 de juliol de 2015: Sobrevol de Plutó i Caront.
- 1 de gener del 2019: Sobrevol de l'objecte Ultima Thule (oficialment 2014 MU69).[2]

## Equipament científic
L'equipament científic de la New Horizons consta dels següents aparells i experiments:
- Alice: espectròmetre d'ultraviolats utilitzat per determinar la composició de gasos.
- Ralph: combinació d'un espectròmetre d'infraroigs (LEISA) per cartografiar la composició superficial, i una càmera òptica (MVIC) per cartografiar l'estructura de la superfície.
- REX: experiment de radiofreqüència per determinar la composició i la temperatura atmosfèriques.
- LORRI: telescopi òptic que aportarà les imatges de major resolució de la superfície de Plutó i Caront.
- PEPSSI: instrument de detecció de plasma per mesurar partícules que escapin de l'atmosfera de Plutó.
- SWAP: instrument de detecció de plasma per mesurar les propietats del vent solar als voltants de Plutó i la possible magnetosfera del planeta.
- SDC: instrument per mesurar col·lisions de partícules de pols interplanetària amb la New Horizons durant tot el seu viatge.